# Mordecai Richler
Mordecai Richler, född 27 januari 1931 i Mile End i Montréal i Québec, död 3 juli 2001, var en engelskspråkig kanadensisk författare. Hans mest kända verk är The Apprenticeship of Duddy Kravitz (1959) och Barney's Version (1997).   
Richler flyttade till Paris vid nitton års ålder men återvände till Montréal 1952, innan han 1954 åter flyttade vidare till London. Han återvände för gott till Montréal 1972.
Richlers litterära karriär tog fart då han 1959 gav ut sin fjärde roman The Apprenticeship of Duddy Kravitz. Romanen behandlar ett återkommande tema i Richlers böcker – judiskt liv under 1930- och 1940-talets Montréal. 1974 filmatiserades romanen med Richard Dreyfuss i huvudrollen och med Ted Kotcheff som regissör, med den svenska titeln Född smart.
Under sina sista år var Richler kolumnist i The National Post och Montréals The Gazette där han ofta kritiserade den kanadensiska nationalismen.